# Sitio de interés científico de Jinámar
El sitio de interés científico de Jinámar es un pequeño territorio costero al noreste de la isla de Gran Canaria (Canarias, España) compartido entre los términos municipales de Las Palmas de Gran Canaria y Telde, con la categoría de sitio de interés científico.

## Descripción
Se sitúa en la costa, entre la playa de Boca Barranco al sur y la playa de Jinámar al norte, con una elevación alomada de 45 metros de altura máxima. En la primera playa, desembocan los barrancos de Las Goteras-Jinámar y el de Cañada Rica. Este espacio protegido de 29,6 ha está compartido entre los municipios de Las Palmas de Gran Canaria y Telde.
El objetivo de la protección de este entorno es por ser el único hábitat de la yerbamuda de Jinámar (Lotus kunkelii), en peligro de extinción. Es de reseñar que hasta la década de 1960, existía un destacado sistema dunar con balancones (Traganum moquinii), que ya prácticamente están desaparecidas por la extracción humana.
Está incluido en la Red Canaria de Espacios Naturales Protegidos y en la Red Natura 2000 como Zona de Especial Conservación (ZEC), por ser el hábitat de la yerbamuda de Jinámar y un hábitat de interés comunitario, Dunas fijas con vegetación herbácea.

## Geología
Está compuesto por materiales del complejo sedimentario de Las Palmas, correspondientes al Ciclo I, concretamente del Miembro Inferior de la Formación Detrítica, además de restos del Ciclo Roque Nublo con coladas y brechas volcánicas que dieron lugar a los lomos y Peña del Medio Mundo, en el centro del espacio. Del Ciclo Reciente existe presencia de piroclastos de dispersión provenientes de los edificios volcánicos del área de Jinámar  y materiales sedimentarios.
Las playas de Jinámar y de Boca Barranco están constituidas por cantos rodados y baja proporción de arena, mientras que los depósitos del barranco de Jinámar se componen de cantos heterométricos con fracciones de arenas.

## Flora
El nombramiento como ZEC está motivada por ser el único hábitat de la ya mencionada yerbamuda de Jinámar, endemismo grancanario, y por su entorno natural. Este espacio está altamente influenciado por la presión antrópica como las extracciones de arenas, el desarrollo urbanístico, vertidos incontrolados, entre otros.
Por ello, la vegetación ha sufrido una drástica reducción de psamófilas y halófilas que han llegado a desaparecer, con la expansión de la barrilla (Mesembryanthemum crystallinum), el cosco (M. nodiflorum), y exóticas como el tabaco moro (Nicotiana glauca), el mato azul (Maireana brevifolia), y vegetación de sustitución como el matamoro común (Suaeda vera) y la brusquilla (Suaeda mollis).
Las especies acompañantes de la yerbamuda son el tomillo marino florido (Frankenia laevis), el salado lanudo (Chenoleoides tomentosa), el salado blanco (Schizogyne sericea), el saladillo blanco (Polycarpaea nivea), la lechuga de mar (Astydamia latifolia). En otro sector aparece esta junto la uva de mar (Zygophyllum fontanesii), el perejil de mar (Crithmum maritimum), la siempreviva de mar (Limonium pectinatum), y ejemplares de balancón en la ladera noreste de la peña.
De manera aislada aparece la tabaiba dulce (Euphorbia balsamifera), con presencia en la ladera suroeste de la peña y en los barrancos junto a la leña buena (Neochamaelea pulverulenta) y el tarajal (Tamarix canariensis).

## Fauna
La fauna vertebrada es pobre, con los reptiles como el perinquén de Boettger (Tarentola boettgeri), el escaso lagarto gigante de Gran Canaria (Gallotia stehlini) y la rara lisa rayada grancanaria (Chalcides sexlineatus), además de la tortuga boba (Caretta caretta) donde suele desplazarse en aguas cercanas.
La avifauna, mejor representada, se compone de nidificantes como el bisbita caminero (Anthus berthelotii), la curruca tomillera (Sylvia conspicillata orbitalis), el cernícalo canario (Falco tinnunculus canariensis), la paloma bravía (Columba livia livia), entre otras.
En el sector costero destacan el zarapito trinador (Numenius phaeopus), el andarríos chico (Actitis hypoleuca), el vuelvepiedras (Arenaria interpres), la gaviota patiamarilla (Larus michahellis atlantis), la gaviota reidora (Larus ridibundus), y en encharcamientos de agua dulce, el andarríos chico, la gaviota reidora y la alpispa blanca (Motacilla blanca).
De los mamíferos destacar las especies introducidas como el conejo (Oryctotagus cuniculus), la rata (Rattus sp.) el erizo moruno (Atelerix algirus) y el ratón (Mus musculus).
La fauna invertebrada es muy rica y depende de los efectos de la maresía, la presencia de sustratos arenosos y los cambios de las condiciones climáticas muy marcados, con especies como la cochinilla de Couch (Halophiloscia couchii), Tylos latreillii, Ligia italica, Lucilia sericata, el Hegeter grancanariensis, el cucarrito correlón (Zophosis bicarinata), la pimelia de las arenas (Pimelia granulicollis), endemismo grancanario en peligro de extinción, entre otras muchas.
Destacan los moluscos endémicos de Gran Canaria como Monilearia montigena, Napaeus myosotis y Hemicycla ethelema, entre otras muchas especies de artrópodos, lepidópteros y coleópteros endémicos de Canarias y Gran Canaria.